# Odomasta
Odomasta là một chi nhện trong họ Zoridae.